# Agustín Martínez (escritor)
Agustín Martínez (Lorca, Murcia, 1975) es un guionista y escritor español de novela negra, integrante del seudónimo Carmen Mola.

## Biografía
Nació en el municipio de Lorca (Murcia). Estudió Imagen y Sonido en la Universidad Complutense de Madrid y trabajó en sus inicios el mundo de la publicidad, antes de dedicarse a la escritura. Ha trabajado como guionista de cortometrajes y radio y en series de televisión destacadas como Sin tetas no hay paraíso, La chica de ayer, Crematorio, El don de Alba o Víctor Ros. 
En 2015, publicó su primera novela Monteperdido, que ha sido traducida en más de diez países y que ha sido adaptada a televisión en 2018.
Galardonado con el Premio Planeta 2021, con la novela "La Bestia", bajo el pseudónimo colectivo Carmen Mola, formado además por Jorge Díaz, y Antonio Santos Mercero.

## Novelas
- Monteperdido (2015)
- La mala hierba (2017)[2]
- El esplendor (2025)